# Sporting CP (volleyboll)
Sporting CP har en volleybollsektion med aktivitet både på herr- och damsidan. Herrlaget har blivit portugisiska mästare sex gånger (1954, 1956, 1992-1994 och 2018) och cupmästare fyra gånger (1991, 1993, 1995 och 2021). Damlaget har som bäst kommit trea i Primeira Divisão  och vunnit cupen två gånger (1985-1986).